# Chatterton (dramat)

Śmierć Chattertona, obraz Henry'ego Wallisa

Chatterton – dramat Alfreda de Vigny napisany i wystawiony w 1835.

## Geneza utworu
Inspiracją dla napisania dramatu były rozważania autora nad rolą poety w społeczeństwie i jego nieuchronną osobistą tragedią. Sam de Vigny pisał, że miał zamiar naszkicować obraz "idealisty, którego niszczy zmaterializowane społeczeństwo". Chociaż główny bohater dramatu nosi nazwisko historycznego poety angielskiego Thomasa Chattertona, de Vigny nie przedstawił w utworze udokumentowanych faktów z jego życia, a jedynie zapożyczył nazwisko.

## Treść
Chatterton, młody angielski poeta, żyje w nędzy, niezdolny do podjęcia pracy zarobkowej w zwykłym, niepowiązanym ze sztuką zawodzie. Jego jedyną nadzieją na poprawę losu jest wiara w przyszły sukces jego utworów. Używając fałszywego imienia Tom mężczyzna wynajmuje pokój u przemysłowca Johna Bella, z którego żoną, terroryzowaną przez małżonka Kitty zaczyna łączyć go głęboka sympatia. Tymczasem przypadkowi hulacy rozpoznają go i ujawniają jego prawdziwą tożsamość; pogłębia to jeszcze depresję Chattertona, który zaczyna rozważać samobójstwo. Od zamiaru tego odwodzi go przyjaciel, kwakier, przekonując go, że jest kochany przez Kitty.
W nadziei na pomoc, Chatterton kontaktuje się z merem Londynu, znajomym jego ojca. Ten jednak wyśmiewa jego ambicje literackie, dostarcza mu gazetę, w której poeta został oskarżony o plagiat, wreszcie proponuje podjęcie pracy lokaja. Zrozpaczony Chatterton zażywa śmiertelną dawkę opium. Wkrótce po nim umiera z rozpaczy Kitty.

## Cechy utworu
Alfred de Vigny nie zamierzał dokonywać w swoim dramacie studium charakterów ani drobiazgowo analizować przeżyć postaci. Chatterton od początku był zamierzony jako sztuka z tezą, a jego ograniczona fabuła miała dowodzić słuszności przekonania autora, iż w społeczeństwie przemysłowym, szanującym wyłącznie materialny zysk, nie ma miejsca dla wrażliwego poety. Tym samym bohaterowie dramatu winni być traktowani jako symbole określonych postaw, które jednak dzięki precyzji autora stają się realne. Zdaniem G. Lansona i P. Tuffrau nie dotyczy to jedynie bohatera tytułowego, który w ich ocenie jest postacią "chłodną i papierową".
Z treścią dzieła miała harmonizować jego struktura: de Vigny zrezygnował z prezentowania w dziele elementów kolorytu lokalnego, z typowego dla swojej epoki mieszania gatunków oraz z budowania skomplikowanej, sensacyjnej intrygi. Chattertona nazywał "dramatem ascetycznym".
W ocenie Lansona i Tuffrau współcześni autorowi romantycy zachwycali się Chattertonem głównie z uwagi na przesłanie dramatu. Dla późniejszych odbiorców podstawowym walorem dzieła było wyrażone w nim współczucie wobec ludzkiego cierpienia oraz subtelność psychologiczna.